# Rafael Tolói
Rafael Tolói (Glória d'Oeste, 10 oktober 1990) is een in Brazilië geboren Italiaans voetballer die doorgaans als centrale verdediger speelt. Hij tekende in augustus 2015 bij Atalanta Bergamo, dat circa €3.500.000,- voor hem betaalde aan São Paulo. Tolói debuteerde in 2021 in het Italiaans voetbalelftal.

## Clubcarrière

### Goiás EC
Tolói stroomde door vanuit de jeugd van Goiás EC, waarvoor hij in 2009 debuteerde in het betaald voetbal, in de Série A. Na twee seizoenen degradeerde hij met Goiás uit de Serie A, waardoor hij een niveautje lager in de Série B een seizoen speelde. Aan het begin van het vierde seizoen bij Goias vertrok hij. Hij speelde 102 wedstrijden voor de ploeg en maakte daarin zes doelpunten. 

### São Paulo
Tolói verruilde Goías op 5 juli 2012 voor São Paulo, waar hij een vijfjarig contract tekende. São Paulo betaalde drie miljoen euro voor hem. Daarmee maakte hij weer een stap naar de hoogste competitie van Brazilië. Hij maakte op 25 juli 2012 zijn eerste doelpunt voor São Paulo, tegen Atlético Clube Goianiense. Na twee seizoenen bij São Paulo werd hij in de winter van 2014 voor een halfjaar verhuurd aan AS Roma, waar hij slechts vijf wedstrijden in actie kwam. Vervolgens keerde hij terug bij São Paulo, waar hij nog anderhalf jaar zou spelen. Hij kwam in totaal tot 114 wedstrijden, waarin hij vier doelpunten maakte.

### Atalanta Bergamo
Tolói tekende in augustus 2015 een contract tot medio 2018 bij Atalanta Bergamo. Dat betaalde €3.870.000,- voor hem aan São Paulo. Hij maakte op 13 september zijn debuut voor Atalanta in de uitwedstrijd tegen US Sassuolo (2-2). Op 24 september scoorde hij de enige goal van de wedstrijd tegen Empoli FC. Het was zijn eerste doelpunt voor Atalanta. Hij speelde 24 competitiewedstrijden in zijn eerste seizoen. In zijn tweede seizoen eindigde hij vierde met Atalanta, wat deelname aan de UEFA Europa League betekende. In die competitie maakte hij op 14 september 2017 tegen Everton FC zijn debuut. Hij won die wedstrijd met 3-0 en hield een clean sheet. Op 29 oktober was hij bij afwezigheid van captain Alejandro Gómez voor het eerst aanvoerder van Atalanta. 
Op 2 augustus 2018 speelde hij in de Europa League-kwalificatiewedstrijd tegen FK Sarajevo zijn 100'ste wedstrijd voor Atalanta. In maart 2019 kampte Tolói met een peesblessure, waardoor hij het restant van het seizoen moest missen. Hierin behaalde Atalanta de finale van de Coppa Italia, waarin het verloor van SS Lazio, en eindigde Atalanta derde in de Serie A. Daardoor mocht Tolói op 18 september 2019 voor het eerst zijn opwachting maken in de UEFA Champions League. Het haalde meteen de kwartfinale, waarin het verloor van de later verliezend finalist Paris Saint-Germain. Ook werd het dat seizoen opnieuw tweede. Tolói speelde veertig wedstrijden dat seizoen, zijn hoogste aantal tot dan toe, en was daarin goed voor twee goals en zeven assists.
Halverwege het seizoen 2020/21 werd Tolói de nieuwe aanvoerder van Atalanta, nadat het contract met Gomez werd ontbonden. Als aanvoerder bereikte hij opnieuw de finale van de beker, waarin ditmaal verloren werd van Juventus FC. Wel werd Atalanta voor de derde opeenvolgende keer derde. Op 9 januari 2023 speelde Tolói tegen Bologna FC 1909 zijn 250'ste wedstrijd voor Atalanta.

## Clubstatistieken
| Seizoen | Club             | Competitie | Competitie | Competitie | Beker | Beker | Internationaal | Internationaal | Totaal | Totaal |
| Seizoen | Club             | Competitie | Wed.       | Dlp.       | Wed.  | Dlp.  | Wed.           | Dlp.           | Wed.   | Dlp.   |
| ------- | ---------------- | ---------- | ---------- | ---------- | ----- | ----- | -------------- | -------------- | ------ | ------ |
| 2009    | Goiás EC         | Série A    | 20         | 2          | 0     | 0     | 1              | 0              | 21     | 2      |
| 2010    | Goiás EC         | Série A    | 26         | 0          | 0     | 0     | 8              | 0              | 34     | 0      |
| 2011    | Goiás EC         | Série B    | 35         | 1          | 0     | 0     | —              | —              | 35     | 1      |
| 2012    | Goiás EC         | Série B    | 7          | 3          | 5     | 1     | —              | —              | 12     | 4      |
| 2012    | São Paulo        | Série A    | 26         | 1          | 0     | 0     | 10             | 2              | 36     | 3      |
| 2013    | São Paulo        | Série A    | 15         | 0          | 0     | 0     | 11             | 0              | 26     | 0      |
| 2014    | → AS Roma        | Serie A    | 5          | 0          | 0     | 0     | —              | —              | 5      | 0      |
| 2014    | São Paulo        | Série A    | 17         | 1          | 1     | 0     | 3              | 0              | 21     | 1      |
| 2015    | São Paulo        | Série A    | 23         | 0          | 0     | 0     | 8              | 0              | 31     | 0      |
| 2015/16 | Atalanta Bergamo | Serie A    | 24         | 1          | 0     | 0     | —              | —              | 24     | 1      |
| 2016/17 | Atalanta Bergamo | Serie A    | 32         | 0          | 3     | 1     | —              | —              | 35     | 1      |
| 2017/18 | Atalanta Bergamo | Serie A    | 31         | 1          | 3     | 1     | 5              | 1              | 39     | 3      |
| 2018/19 | Atalanta Bergamo | Serie A    | 21         | 1          | 3     | 0     | 5              | 1              | 29     | 2      |
| 2019/20 | Atalanta Bergamo | Serie A    | 33         | 2          | 0     | 0     | 7              | 0              | 40     | 2      |
| 2020/21 | Atalanta Bergamo | Serie A    | 31         | 2          | 4     | 0     | 8              | 0              | 43     | 2      |
| 2021/22 | Atalanta Bergamo | Serie A    | 20         | 1          | 0     | 0     | 8              | 0              | 28     | 1      |
| 2022/23 | Atalanta Bergamo | Serie A    | 32         | 2          | 2     | 0     | —              | —              | 34     | 2      |
| 2023/24 | Atalanta Bergamo | Serie A    | 14         | 0          | 0     | 0     | 4              | 0              | 18     | 0      |
| Totaal  | Totaal           | Totaal     | 412        | 18         | 21    | 3     | 78             | 4              | 511    | 25     |

Bijgewerkt t/m 19 april 2024.

## Interlandcarrière
Tolói werd geboren in Brazilië en speelde jeugdinterlands voor dat land. Omdat hij langer dan de noodzakelijke vijf jaar in Italië woonachtig was, kon hij ook een Italiaans paspoort bemachtigen. Tolói sprak daarna de wens uit om voor Italië uit te komen en kreeg goedkeuring van FIFA om van land te wisselen op 17 februari 2021. In maart 2021 debuteerde Tolói voor Italië in een uitwedstrijd in het kader van WK-kwalificatie tegen Litouwen (0–2 winst). Hij speelde de volle negentig minuten mee. Hij maakte deel uit van de Italiaanse selectie voor het Europees kampioenschap voetbal 2020. Hij gaf een assist op Ciro Immobile in de tweede groepswedstrijd tegen Zwitserland. Hij speelde in vier van de zeven wedstrijden mee en zat op de bank tijdens de gewonnen finale tegen Engeland. 

## Erelijst
| Copa Sudamericana | 1x | 2012 |

| Competitie | Winnaar | Winnaar | Runner-up | Runner-up | Derde  | Derde  |
| Competitie | Aantal  | Jaren   | Aantal    | Jaren     | Aantal | Jaren  |
| Italië     | Italië  | Italië  | Italië    | Italië    | Italië | Italië |
| ---------- | ------- | ------- | --------- | --------- | ------ | ------ |
| EK voetbal | 1x      | 2020    |           |           |        |        |

2 Tolói  ·
3 Kossounou ·
4 Hien ·
5 Posch ·
6 Sulemana ·
7 Cuadrado ·
8 Pašalić ·
9 Scamacca ·
11 Lookman ·
13 Éderson ·
15 De Roon ·
16 Bellanova ·
17 De Ketelaere ·
19 Djimsiti ·
22 Ruggeri ·
23 Kolašinac ·
24 Samardžić ·
27 Palestra ·
28 Patrício ·
29 Carnesecchi ·
31 Rossi ·
32 Retegui ·
42 Scalvini ·
44 Brescianini ·
70 Maldini ·
77 Zappacosta ·
93 Soppy ·
Coach: Gasperini
1 Sirigu ·
2 Di Lorenzo ·
3 Chiellini  ·
4 Spinazzola ·
5 Locatelli ·
6 Verratti ·
7 Castrovilli ·
8 Jorginho ·
9 Belotti ·
10 Insigne ·
11 Berardi ·
12 Pessina ·
13 Emerson ·
14 Chiesa ·
15 Acerbi ·
16 Cristante ·
17 Immobile ·
18 Barella ·
19 Bonucci ·
20 Bernardeschi ·
21 Donnarumma ·
22 Raspadori ·
23 Bastoni ·
24 Florenzi ·
25 Tolói ·
26 Meret ·
Coach: Mancini